# گاردنر دیکینسون
گاردنر دیکسون (انگلیسی: Gardner Dickinson؛ ۱۴ سپتامبر ۱۹۲۷ – ۱۹ آوریل ۱۹۹۸) یک گلف‌باز بود.